# Фрідріх Регеляйн
Фрідріх Регеляйн (нім. Friedrich Rögelein; 26 червня 1910, Бітігайм — 25 березня 1999, Баден-Баден) — німецький офіцер, оберст вермахту. Кавалер Лицарського хреста Залізного хреста з дубовим листям.

## Біографія
В 1929 році вступив в поліцію. В 1935 році перейшов у вермахт. З 1939 року — фельдфебель, командир взводу 109-го піхотного полку 35-ї піхотної дивізії. Учасник Французької кампанії та Німецько-радянської війни. З 1942 року — командир 1-го батальйону 109-го гренадерського полку, з 1944 року — всього полку. 24 січня 1945 року важко поранений у боях в районі Гели і був евакуйований з котла.

## Нагороди
- Медаль «За вислугу років у Вермахті» 4-го класу (4 роки)
- Медаль «За Атлантичний вал»
- Залізний хрест
  - 2-го класу (31 травня 1940)
  - 1-го класу (24 червня 1941)
- Нагрудний знак «За поранення»
  - в чорному (22 липня 1941)
  - в сріблі (20 вересня 1943)
- Штурмовий піхотний знак в сріблі (жовтень 1941)
- Німецький хрест в золоті (17 листопада 1941)
- Медаль «За зимову кампанію на Сході 1941/42»
- Нагрудний знак ближнього бою в бронзі (вересень 1943)
- Почесна застібка на орденську стрічку для Сухопутних військ (№2026; 15 грудня 1943)
- Лицарський хрест Залізного хреста з дубовим листям
  - лицарський хрест (7 січня 1944)
  - дубове листя (№831; 14 квітня 1945)